# Amercentrale

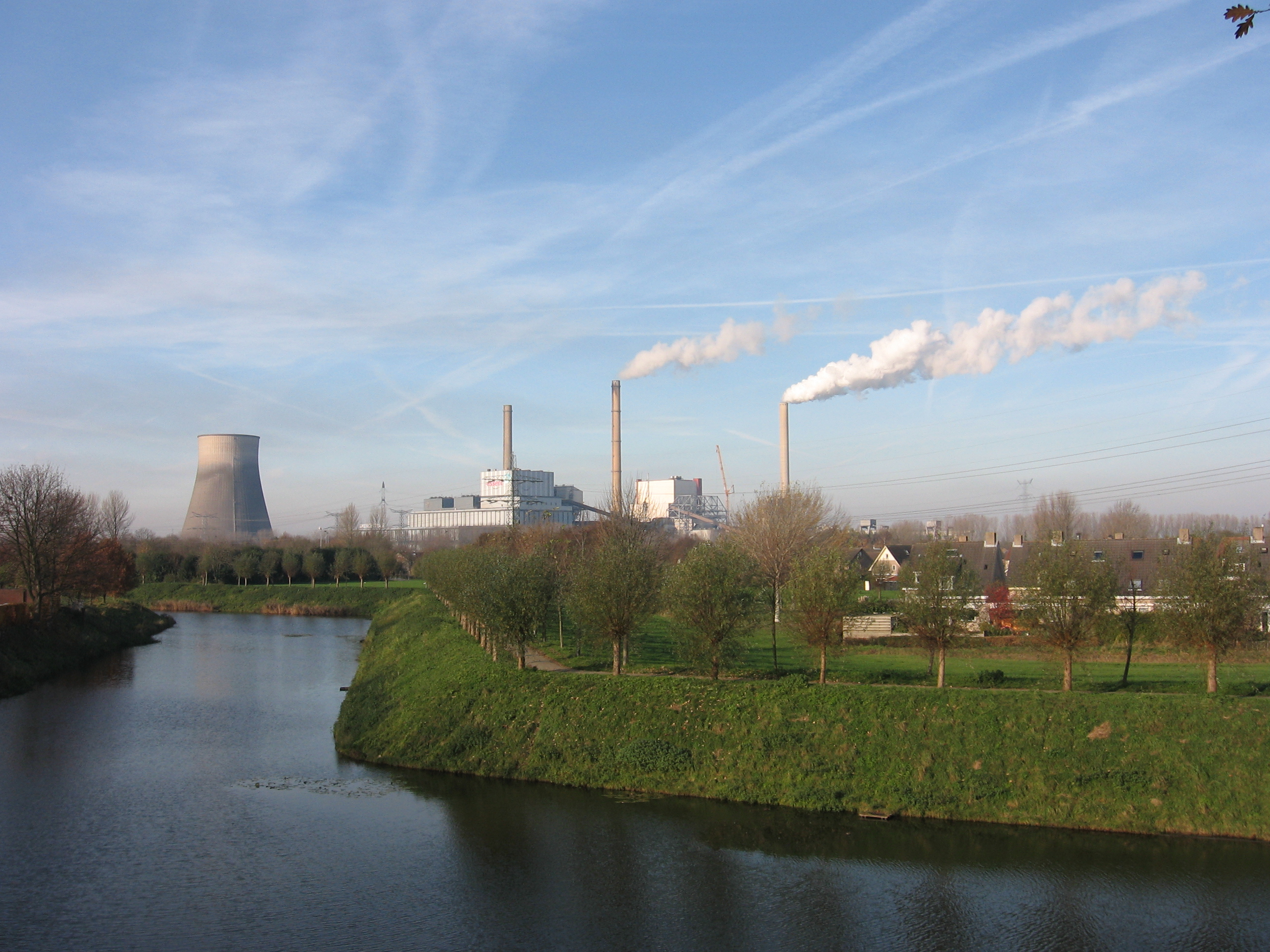
Gezicht op de centrale vanaf de vestingmuur van Geertruidenberg

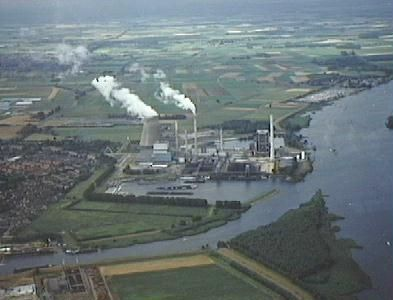
Luchtfoto van de centrale uit 1990 (bron: Rijkswaterstaat)

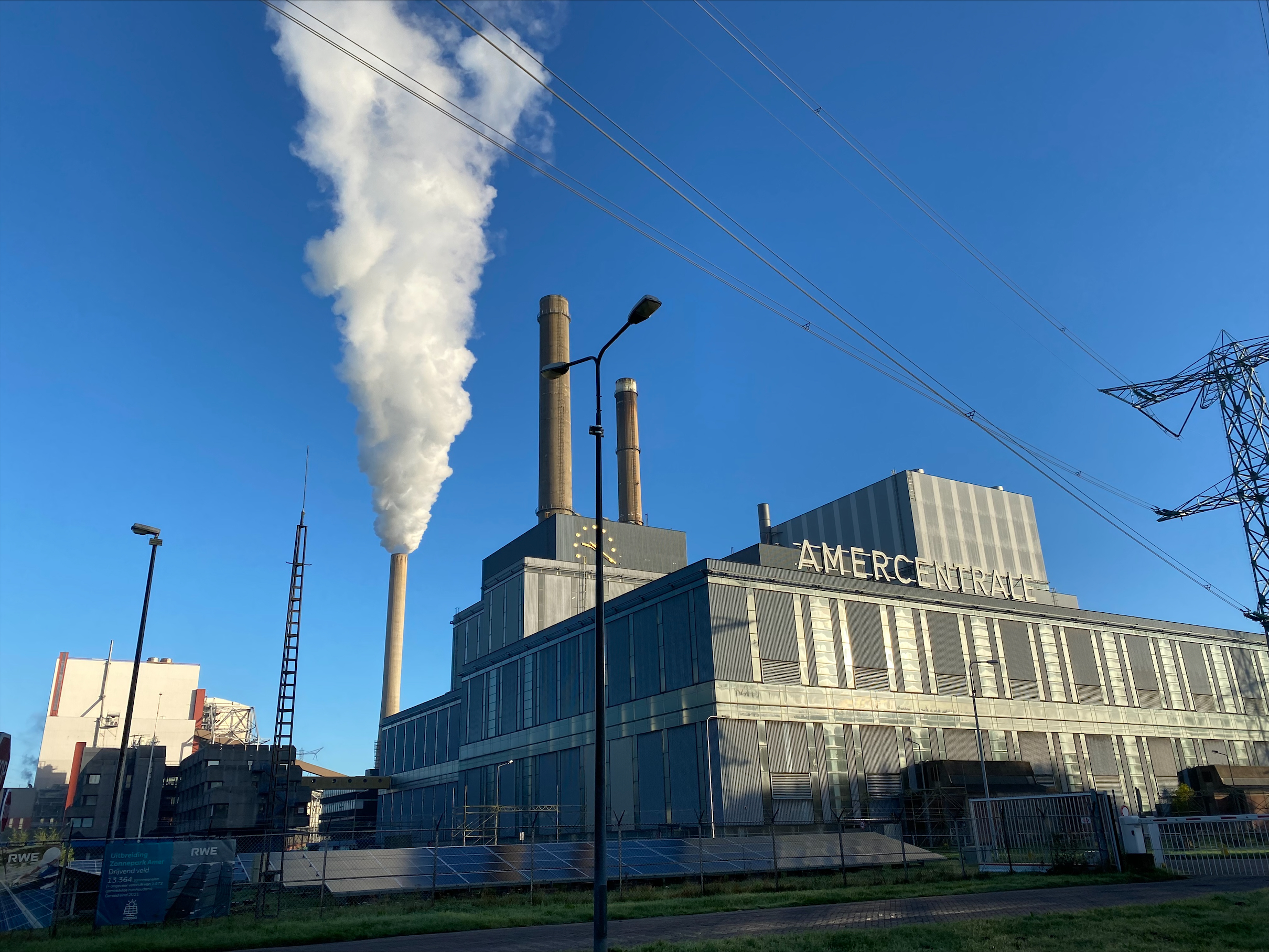
Vooraanzicht van de centrale, oktober 2022 met Amer 9 in werking

De Amercentrale is een steenkool- en biomassagestookte elektriciteitscentrale van RWE in de Nederlandse gemeente Geertruidenberg (provincie Noord-Brabant). De centrale is genoemd naar de Amer, aan wier beginpunt de centrale ligt. In 1952 leverde eenheid 1 van de Amercentrale voor het eerst elektriciteit. Na ingebruikname van eenheid 1 volgden de eenheden 2 (1956), 3 (1960), 4 (1965), 5 (1966), 6 (1971), 7 (1972), 8 (1980) en 9 (1993). Om plaats te maken voor de bouw van eenheid 9 werden de eenheden 1, 2 en 3 gesloopt. In 1981 werd er gestart met de levering van warmte, eerst vanuit eenheden 4 en 5 en later ook vanuit de eenheden 6, 7, 8 en 9. Op een kilometer afstand van het terrein van de Amercentrale staat ook de voormalige Dongecentrale.
De Amercentrale heeft sinds 1980 een 130 m hoge koeltoren, die meerdere malen het doelwit is geweest van Greenpeace-activisten tegen het gebruik van steenkool.

## Technische specificaties
De Amercentrale bestond na de sluiting van eenheid 7 in 1998 nog uit twee eenheden. Eenheid 8 (in bedrijf van 1980 tot 2015) en eenheid 9 (in bedrijf sinds 1993), die samen 1245 MW aan vermogen aan het elektriciteitsnet leverden en 600 MW aan warmte voor de verwarming van woningen en de glastuinbouw. Na de sluiting van eenheid 8 heeft de centrale nog een elektrisch vermogen van 600MW en een warmtevermogen van 350MW. De centrale voorziet een groot deel van Zuid-Nederland van elektriciteit en levert daarnaast restwarmte aan de glastuinbouwbedrijven rond Made. De steden Geertruidenberg, Tilburg en Breda worden door de eenheid 9 van stadsverwarming voorzien, waarvoor enkele pompstations in gebruik zijn.

## Meestook biomassa
In de Amercentrale zijn in 2017 proeven gedaan om steenkool gedeeltelijk te vervangen door biomassa. De proeven verliepen goed en vanaf 2018 werd de centrale voor 40% gestookt op biomassa. RWE wilde de inzet van biomassa verder verhogen naar 80% in 2020.
De groeiende vraag naar grond voor biomassaproductie kan leiden tot ontbossing en verwoestijning.

### Milieuvervuiling, gezondheid en klimaat
De verbranding van biomassa in vaste, vloeibare of gasvorm leidt tot de uitstoot van stoffen zoals broeikasgassen.
Naast het gebruik van geïmporteerde houtpellets verstookt de centrale ook voor 10% aan houtgas. Op het centraleterrein staat een houtvergassingsinstallatie die jaarlijks tot 100.000 ton aan bouw- en sloophout vergast tot houtgas. Het vrijgekomen houtgas wordt vervolgens gereinigd en meegestookt in eenheid 9.

## Ongeluk door ingestorte steiger
Op 28 september 2003 is om 01.00 uur tijdens het gritstralen voor onderhoudswerkzaamheden in de vuurhaard van een stoomketel van de Amercentrale (eenheid 9) een 67,5 meter hoge steiger ingestort. Bij dit ongeval kwamen vijf mensen om het leven en vielen drie gewonden.
Op het moment van het ongeval waren acht mensen aan het werk in de ketel op twee verschillende hoogtes. Direct na het instorten van de steiger konden twee mensen worden gered en later op de dag nog een. Doordat de slachtoffers moeilijk te lokaliseren en te bereiken waren (er waren verschillende gaten in de wand van de ketel gemaakt, maar men durfde er geen meer bij te maken uit angst dat de ketel het zou begeven) duurde het dagen voordat de lijken van de andere vijf mannen (twee Amerikanen, twee Turken en één Duitser) geborgen konden worden. In 2006 werd de ontwerper van de steiger veroordeeld tot een jaar onvoorwaardelijke celstraf en kregen enkele betrokken bedrijven geldboetes tot 450.000 euro.
In november 2004 werd er begonnen de machinehal en de aangrenzende ketelhal te reinigen van asbest.

## Eenheid 8 in 2015 gesloten
De productie van eenheid 8, met een elektrisch vermogen van 645 MW en een warmtevermogen van 250MW werd in 2015 gestaakt. Werkgevers, werknemers, milieuorganisaties en kabinet waren het medio 2013 eens geworden over een samenhangend energie- en klimaatbeleid. Onderdeel van dit besluit was dat drie verouderde kolencentrales uit de jaren ’80 moesten sluiten in 2015. Het gaat naast de eenheid 8 om de kolencentrales in Nijmegen en Borssele.

## Toekomst eenheid 9
Het kabinet kondigde in 2016 aan te kijken naar een versnelde sluiting van eenheid 9, hiermee zou de Amercentrale geheel gesloten worden. Door de extra inzet van biomassa als brandstof werd dit besluit teruggedraaid. Op 18 mei 2018 werd besloten de koleneenheden van de Amercentrale en de Hemwegcentrale in Amsterdam vóór 2025 te sluiten, tenzij de centrales dan volledig zijn overgeschakeld op andere brandstoffen.

## Toekomstperspectieven Amergebied
In oktober 2018 heeft RWE in samenwerking met de gemeente Geertruidenberg, de provincie Noord-Brabant, de regio West Brabant en voormalig dochterbedrijf Innogy de toekomstplannen voor de centrale gepresenteerd. In het rapport "Toekomstperspectieven Amergebied" worden verschillende scenario's gepresenteerd. In het rapport wordt er voor de energievoorziening gekeken naar het overgaan op volledig biomassa gestookte centrale, batterijopslag en waterstofgasproductie. Ter voorbereiding op een toekomst zonder energieopwekking uit fossiele brandstoffen wordt de centrale al voor een deel voorzien van zonnepanelen.

## Trivia
- Het uurwerk in de centrale heeft een van de grootste wijzerplaten van de wereld. De wijzerplaat is tien meter in doorsnede en werd gemaakt door het Nederlandse bedrijf Eijsbouts. De wijzerplaat is voorzien van een laagje bladgoud.